# Let There Be Love
Singles de Oasis
The Importance of Being Idle
(2005) Lord Don't Slow Me Down
(2007)
Pistes de Don't Believe the Truth
A Bell Will Ring
Let There Be Love est une chanson du groupe anglais de rock alternatif Oasis, présente sur leur sixième album studio, Don't Believe the Truth. Écrite et composée par Noel Gallagher, elle est la troisième chanson de Oasis où Noel et Liam Gallagher chantent, la première étant la face-B Acquiesce, et la seconde étant Put Yer Money Where Yer Mouth Is. La chanson a été publiée le 28 novembre 2005 en tant que troisième single de l'album dont elle est tirée en Europe, et en tant que deuxième single aux États-Unis. Il a atteint la seconde position dans les charts anglais, couronnant une année très fructueuse pour le groupe, qui avant Let There Be Love avait réalisé deux top 1 d'affilée avec Lyla et The Importance of Being Idle. Beaucoup de critiques ont cité cette chanson comme un véritable retour à la popularité de Oasis telle qu'elle l'était au début des années 90. La chanson a été diffusée sur les radios américaines et anglaises début 2005 pour la promotion de l'album Don't Believe the Truth.
Une démo pour la piste a été enregistré pendant les sessions de Standing on the Shoulder of Giants, leur 4e album studio. Un bootleg de ces séances de démonstration a été diffusé sur Internet au début de 2003. La version démo ne comporte que Noel au chant, et le pont et le refrain ont été réécrits.
La version single de la chanson coupe le second couplet et refrain.

## Vidéo Clip
La vidéo est un montage de quelques-uns des lives donnés par Oasis lors de l'été 2005, notamment des extraits des spectacles à Hampden Park et au City of Manchester Stadium. Les clips ne montrent pas toujours le groupe jouant Let There Be Love, vu que la chanson, jugée trop longue, n'a été jouée en live que deux fois, la première fois dans une émission de radio italienne fin 2005 et la deuxième en clôture d'un concert à Santiago du Chili en 2006.

## Liste des titres
- Single format CD

1. Let There Be Love - 5:31
2. Sittin 'Here in Silence (On My Own) - 1:58
3. Rock 'n' Roll Star (live au City of Manchester Stadium le 2 juillet 2005) - 7:49

- Vinyle 12"

1. "Let There Be Love - 5:31
2. "Sittin 'Here in Silence (On My Own) - 1:58

- DVD

1. Let There Be Love - 5:31
2. Let There Be Love (demo) - 5:25
3. Extraits du single suivant Lord Don't Slow Me Down transposés à la vidéo de Let There Be Love - 13:25

- Single format CD

1. Let There Be Love (Radio Edit)
2. Rock 'n' Roll Star (live au City of Manchester Stadium le 2 juillet 2005)
3. Don't Look Back in Anger (live au City of Manchester Stadium le 2 juillet 2005)

## Charts
| Pays        | Chart                    | Plus Haute Position |
| ----------- | ------------------------ | ------------------- |
| Royaume-Uni | UK Singles Chart         | 2e                  |
| Italie      | FIMI Singles Chart       | 2e                  |
| Irlande     | Irish Singles Chart      | 14e                 |
| Espagne     | Promusicae Singles Chart | 18e                 |
| Suisse      | Swisscharts Singles      | 25e                 |
| Australie   | ARIA Charts              | 42e                 |
| Pays-Bas    | Dutch Top 40             | 85e                 |